# Phèdre Delauney
Phèdre Delauney is een personage uit de Kushiëls sage boekenreeks van Jacqueline Carey.
Phèdre Delauney is een ‘ongaaf’ meisje, met een rood vlekje in haar oog, en een ongeluksnaam. Ze heeft een bleke ivoorkleurige huid, sabelkleurige haren met charmante lokken, en rechte, soepele ledematen. Ze wordt door het huis Cereus opgevoed, en door Anafiel Delaunay herkent als Anguisette. Vanaf haar tiende wordt ze opgevoed door Delauney, die haar en zijn andere pupil Aelwijn Delauney schoolt in de geheimen van de diplomatie. Tijdens hun dienst aan Naamah treden de twee leerlingen op als spionnen voor hun meester. Na de moord op Delauney en Aelwijn wordt Phèdre verkocht door Melisande Shahrizai aan de Skaldiërs, waarna ze samen met Joscelin Verreuil van de Cassilijnse Broederschap, weet te ontsnappen. Ze bericht de jonge koningin Ysandre de la Courcel over het verraad, en onderneemt de gevaarlijke reis naar Alba. Tijdens de terugweg moet ze definitief afscheid nemen van haar beste vriend Hyacinthe, de prins der reizigers. Ten slotte speelt ze een belangrijke rol in de eindstrijd tegen de Skaldiërs.